# Gulbieniszki (gromada)
Gulbieniszki – dawna gromada.
Gromadę Gulbieniszki z siedzibą GRN w Gulbieniszkach utworzono w powiecie suwalskim w woj. białostockim, na mocy uchwały nr 23/V WRN w Białymstoku z dnia 4 października 1954. W skład jednostki weszły obszary dotychczasowych gromad Gulbieniszki, Jałowo, Udziejek, Sidory Zapolne i Sidory ze zniesionej gminy Kadaryszki oraz Ścibowo, Czajewszczyzna, Podsumowo Hultajewo, Sumowo Muchy i Ignatówka ze zniesionej gminy Jeleniewo w tymże powiecie. Dla gromady ustalono 11 członków gromadzkiej rady narodowej.
1 stycznia 1958 gromadę Gulbieniszki zniesiono, włączając jej obszar do gromad Jeleniewo (wsie Czajewszczyzna, Kopane, Pawłówka, Jeglówek, Gulbieniszki, Hultajewo, Ignatówka, Sumowo, Scibowo, Udziejek, Podsumowo, Sumowo-Muchy, Muchowo i Siemnowo) i Rutka-Tartak (wsie Jałowo, Sidory i Sidory Zapolne).